# DINFIA I.Ae. 38
Die  DINFIA I.Ae. 38 war ein als Nurflügler ausgelegtes und von Reimar Horten entworfenes Frachtflugzeug. Es wurde von dem argentinischen Unternehmen DINFIA (Direccion Nacional de Investigaciones y Fabricaciones Aeronauticas) in Córdoba hergestellt.
Die exakte Bezeichnung ist unklar, in vielen Quellen wird die Maschine auch als I.A. 38 bezeichnet. I.A. oder I.Ae. steht für Instituto Aerotecnico.

## Geschichte
DINFIA erteilte im Jahre 1950 den Auftrag zum Bau eines Mehrzweck-Großtransporters an Dr. Reimar Horten. Unter dessen Leitung entstanden die Pläne für ein viermotoriges Nurflügelflugzeug mit der Bezeichnung I.Ae. 38; manche Quellen nennen noch den inoffiziellen Zusatznamen Naranjero (zu deutsch etwa: Orangenverkäufer), da der Typ auch zum Transport von Orangen aus der Provinz in die Hauptstadt vorgesehen war. Nach dem Aufbau einer Attrappe aus Holz wurde 1952 damit begonnen, einen flugfähigen Prototyp herzustellen.

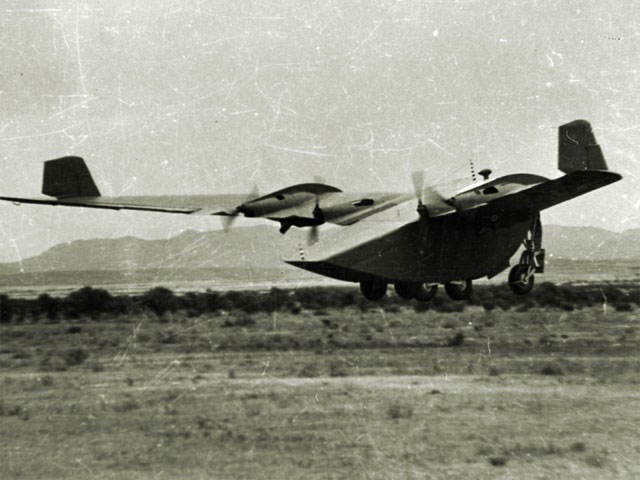
Bei der Landung

Aufgrund der damaligen schwierigen wirtschaftlichen Rahmenbedingungen in Argentinien zog sich der Bau über viele Jahre hin. Auch die vorgesehenen Triebwerke I.A. 19 mit 750 PS (552 kW) waren nicht verfügbar, so dass auf die schwächeren Motoren I.A. 16 El Gaucho mit nur 450 PS (236 kW) zurückgegriffen werden musste. Kühlungschwierigkeiten durch den geschlossenen Einbau der Motoren in den Tragflächen verzögerten schließlich den Erstflug bis zum Jahr 1960. Der Prototyp wurde von Hauptmann Balado geflogen, wobei die Flugeigenschaften als gut bewertet wurden.
Zu einer Serienfertigung kam es jedoch nicht, da sich inzwischen die Planungsprioritäten der argentinischen Regierung ebenso verändert hatten wie die Verwendungsvoraussetzungen. Es fehlte wohl vor allem die Infrastruktur für die geplante Verwendung. Das Projekt wurde eingestellt und das Flugzeug abgewrackt.

## Konstruktion
Die I.Ae. 38 war ein freitragender Nurflügel in Schulterdeckeranordnung. Die Tragflächen waren in einer zweiholmigen Ganzmetall-Halbschalenbauweise ausgeführt; sie besaßen ein Spezialprofil mit Dicken von 18 Prozent an den Wurzeln und 10,4 Prozent an den Flächenenden. Die Frise-Querruder waren ebenfalls in Ganzmetall aufgebaut.
Die Rumpfgondel hatte einen rechteckigen Querschnitt und war unter den durchgehenden Tragflächen aufgehängt. Das Heck besaß ein schnabelartig zu öffnendes Rampentor. Zwei kleine Seitenleitwerke mit normalen Rudern waren nahe an den Tragflächenenden angeordnet. Das Bugradfahrwerk war hydraulisch einziehbar. Das Hauptfahrwerk besaß je zwei Tandemräder und wurde in die Seiten der Rumpfgondel eingezogen.
Die Kinematik der Steuerung wurde von der früheren Horten-Konstruktion H II übernommen.

## Technische Daten
für die vorgesehene Serienausführung:
| Kenngröße             | Daten |
| --------------------- | --- |
| Besatzung             | 2 Mann hintereinander in geschlossener Kabine über der Tragflächenvorderkante. |
| Länge                 | 13,50 m |
| Spannweite            | 32,0 m |
| Flügelpfeilung        | 37° |
| Höhe                  | 4,60 m |
| Flügelfläche          | 132 m² |
| Flügelstreckung       | 7,8 |
| Nutzlast              | 9000 kg |
| Leergewicht           | 9000 kg |
| Startgewicht          | 20.500 kg |
| Reisegeschwindigkeit  | 245 km/h |
| Höchstgeschwindigkeit | 320 km/h |
| Triebwerke            | 4 × 9-Zylinder-Sternmotoren I.A. 19 El Indio mit je 750 PS, vollkommen in der Tragfläche eingebaut, über Fernwellen Antrieb von vier Rotol-Starrluftschrauben als Druckpropeller. 1450 Liter Treibstoff in zwei Flächentanks. |